# Jacques Gandouin
Pour les articles homonymes, voir Gandouin.
Jacques Gandouin, né à Paris le 8 mai 1920 et mort à Mouans-Sartoux le 10 mars 2003, est un haut fonctionnaire et essayiste français.
Il est considéré à son époque comme l'un des meilleurs spécialistes du protocole et des bonnes manières, thèmes auxquels il a consacré plusieurs ouvrages.

## Biographie

### Famille
Jacques Albert Gandouin est né le 8 mai 1920 dans le 17e arrondissement de Paris du mariage d'Albert Gandouin, chef du contentieux, et d'Émilie Gianone, professeur.
Veuf de sa première épouse Suzanne Chantereau, il épouse Christiane Borderie en secondes noces le 30 mars 1979. De son premier mariage sont nés trois enfants.

### Formation
Il fait ses études au lycée Lakanal de Sceaux, puis à la faculté de droit de Paris où il termine docteur en droit. Il est auditeur de l'Institut des hautes études de défense nationale.

### Carrière préfectorale
Administrateur civil à l'administration centrale du ministère de l'Intérieur depuis 1946, il est d'abord secrétaire adjoint de l'administration départementale et communale. Nommé sous-préfet hors cadre, chef de cabinet du haut commissaire de France en Indochine, chargé des fonctions de secrétaire général du gouvernement en 1947, il est sous-préfet de l'arrondissement de Rethel de 1949 à 1950 puis chef de cabinet du président de l'assemblée de l'Union française de 1950 à 1955.
Sous-préfet de première classe hors-cadre depuis 1952, il est promu sous-préfet de première classe en 1955. Nommé directeur-adjoint de cabinet du préfet de police (1956-1958), puis du préfet de la Seine (1958), il est sous-préfet de l'arrondissement de Rambouillet en 1958. Il est ensuite directeur à l'administration centrale du ministère de l'Intérieur, direction des « Écoles et techniques de la police nationale », de 1968 à 1970. Il est préfet de la Nièvre de juillet 1970 à mai 1974. À cette même époque, il côtoie François Mitterrand, alors président du conseil général de la Nièvre, avec qui il entretient d'« d'excellents rapports ».
En 1976, il est nommé commissaire général (1976) puis conseiller pour les affaires européennes de la société d'encouragement des métiers de l'art (SEMA). Préfet hors-cadre depuis 1982, il est admis à faire valoir ses droits à la retraite en 1986.

### Carrière d'enseignant
Jacques Gandouin a occupé parallèlement des fonctions d'enseignant : il est  maître de conférences à l'École nationale d'administration (1962-1965) ;  professeur à l'Institut international d'administration publique (1962-1976) ;  professeur associé de droit public à Université Paris Sorbonne-Paris IV (1977-1987) ; professeur honoraire à Université Paris Sorbonne-Paris IV à partir de 1987.

## Notoriété

### Suspension
Nommé préfet de la Sarthe le 1er juin 1974, il est suspendu le 5 avril 1975 par le ministre de l’Intérieur, Michel Poniatowski, dans des circonstances qui sont restées célèbres : cherchant à raisonner un preneur d'otages, Jacques Gandouin s'écrie : « Où que tu ailles, tu te feras piquer, eh con ! ». Si le forcené se rendit, ces mots furent néanmoins fatals à la carrière du préfet qui fut suspendu pour « attitude non conforme à celle que l'on attend d'un haut fonctionnaire »,,,.

### Citation
Outre l'anecdote citée plus haut, on peut rappeler que Jacques Gandouin s'était fait remarquer en faisant l'analogie entre les discours et les minijupes : « Un discours doit être comme une minijupe, suffisamment long pour couvrir le sujet, mais suffisamment court pour retenir l'attention ».

### Réforme du protocole républicain
Le 10 octobre 1984, le président de la République François Mitterrand lui confie une mission sur une réforme globale du protocole, dont la législation, datant de 1907, avait été amendée en 1908, 1912, 1926 et 1944, et finalement révisée en 1958 à la demande du général de Gaulle lors de la constitution de la Ve République. Le rapport, remis au Président en juillet 1985, donne naissance au décret no 89-655 du 13 septembre 1989 relatif aux cérémonies publiques, préséances, honneurs civils et militaires. Le décret définit entre autres l'ordre de préséance en France.

## Ouvrages
Considéré en son temps « comme l'un des meilleurs spécialistes du protocole et des bonnes manières », Jacques Gandouin a écrit plusieurs ouvrages, dont le domaine des « bons usages » :
- Correspondance et rédaction administratives, 1966, ouvrage couronné en 1970 du prix Broquette-Gonin ;
- Guide du protocole et des usages, préface du duc de Brissac, 1972, ouvrage couronné par l'Académie française  (ISBN 978-2-25306-394-0), [présentation en ligne] ;
- Guide des bonnes manières et du protocole en Europe, 1989 ;
- Guide des usages et du savoir-vivre en Europe, 1995, éditions Le Cherche midi  (ISBN 2-86274-409-3).

## Distinctions et hommages
Jacques Gandouin est commandeur de l'ordre national de la Légion d'honneur, de l'ordre national du Mérite, de l'ordre du Mérite agricole et de l'ordre des Palmes académiques. Il est officier de l'ordre des Arts et des Lettres ; chevalier de l'ordre du Mérite social, de l'ordre du Mérite touristique et de l'ordre du Mérite sportif.
Il est président d'honneur de la Société des amis de la région de Rambouillet et de sa forêt, président de l'association des amis de Jacques Gomy, vice-président de la fondation Maurice-Ravel, administrateur de la Société de Port-Royal, président de la Fédération des forêts de l'Île-de-France et du Bassin parisien.
Il est élu membre de l'Académie des sciences d'outre-mer le 20 décembre 1991
En 1970, Jacques Gandouin reçoit le prix prix Broquette-Gonin de l'Académie française, prix « destiné à récompenser l'auteur d'un ouvrage philosophique, politique ou littéraire jugé susceptible d'inspirer l'amour du vrai, du beau et du bien » pour son ouvrage Correspondance et rédaction administratives.
À la fin des années 2000, la municipalité de Nevers donne son nom à une nouvelle voie : l'allée Jacques-Gandouin.

## Pour approfondir